# Isola di May
L'isola di May (in russo Остров Мей, ostrov Mej) è una piccola isola russa che fa parte dell'arcipelago della Terra di Francesco Giuseppe, nell'Oceano Artico. Amministrativamente fa parte dell'oblast' di Arcangelo.
L'isola si trova 6,4 km a sud dell'isola di Hooker e 5 km ad est delle isole di Etheridge. Ha una forma allungata, misura 1,5 km di lunghezza ed è libera dal ghiaccio.
L'isola di May è stata così chiamata in onore dell'ammiraglio inglese sir William Henry May (1849-1930).